# Pepeta Fornés
Josepa Fornés i Rabascall, coneguda amb el nom artístic de Josefina Fornés, Pepeta Fornés o Pepita Fornés (Barcelona, 24 de novembre de 1894 - Hospital-Residència de Sant Pere de Ribes, 24 de maig de 1977) fou una actriu catalana de llarga trajectòria teatral.
Filla de Josep Fornés, de Reus, i de Joaquima Rabascall, de Vilaplana (Baix Camp), es va casar amb l'actor secundari Antoni Martí.

## Trajectòria artística
S'inicià en el teatre la temporada de 1916-1917, en la companyia dirigida per Joaquim Vinyas, al costat d'Elvira Fremont i Antònia Verdier, al Centre de Lectura de Reus, amb El Girasol, d'Ignasi Iglesias, i El pes del fruit, drama en tres actes de Pere Cavallé. L'any 1918 ja la trobem de dama jove en els repartiments del teatre Romea de Barcelona i aviat va esdevenir la primera actriu jove del teatre català. Va treballar sota la direcció d'Adriá Gual i al costat d'Enric Borràs, Enric Guitart o Josep Santpere.
Va estrenar Les llàgrimes d'Angelina (1928) i La Filla del Carmesí (1929) de Josep Maria de Sagarra, tot fent-ne els papers protagonistes. Foren remarcables les seves interpretacions en obres infantils de Josep M. Folch i Torres, com La Ventafocs. Va formar la seva pròpia companyia, que actuà en diversos teatres arreu del país. Durant la guerra s'incorporà a la Companyia de vodevil de Josep Santpere i al 1946, tot i que amb limitacions, el Govern permeté que el català tornés al teatre i Pepeta Fornés tornà als escenaris i es retrobà amb el seu públic.
Als anys vint i, en especial, als anys quaranta i cinquanta, va participar en el repartiment d'algunes pel·lícules.
El mes de novembre de 1975, l'Institut del Teatre va obrir una subscripció d'ajut, atès l'estat precari de la seva salut, mentre estava ingressada a l'Hospital de Sant Pau. Va morir al 1977.

## Obra

### Teatre
- 1917, 18 desembre. En el paper de Francina a l'obra Garidó i Francina, de Joan Puig i Ferreter. Estrenada al teatre Romea de Barcelona.[10]
- 1918, 15 de gener. En el paper de Lluïseta a l'obra Els últims Rovellats de Lambert Escaler. Estrenada al teatre Romea de Barcelona.
- 1918, 15 de gener. En el paper de Margarida, filla de Datzira, a l'obra Stevenson, l'hoste mil·lionari, de Laureà d'Orbok, amb traducció de Carles Capdevila. Estrenada al teatre Romea de Barcelona.
- 1918, 11 d'octubre. En el paper de Montserrat, 18 anys a l'obra Nuvia a Montserrat,de Josep Burgas. Estrenada al teatre Romea de Barcelona.
- 1918, 14 de novembre. En el paper de Nurieta a l'obra El més petit de tots, de Josep Maria Folch i Torres. Estrenada al teatre Romea de Barcelona.
- 1918, 30 de novembre. En el paper de Raquel a l'obra La pluja d'or, d'Alexandre P. Maristany. Estrenada al teatre Romea de Barcelona.
- 1919, 17 d'octubre. En el paper de l'Herminia a l'obra Flacs naixem, flacs vivim..., de Josep Pous i Pagès. Estrenada al teatre Romea de Barcelona.
- 1919, 8 de novembre. En el paper de Beneta a l'obra Perdigons de plata, d'Ignasi Iglesias. Estrenada al teatre Romea de Barcelona.
- 1919, 30 de novembre. En el paper de l'Anneta a l'obra La senyora Marieta, original d'Ignasi Iglesias. Estrenada al teatre Romea de Barcelona.
- 1920, 7 de febrer. En el paper de Martineta, noieta captaire a l'obra Les aventures d'en Massagran, de Josep Maria Folch i Torres. Estrenada al teatre Romea de Barcelona.
- 1920, 26 d'abril. En el paper de Sor Agnès a l'obra Sor Marianna, de Julio Dantas. Estrenada al teatre Romea de Barcelona.
- 1921, 21 de maig. En el paper de Susagna a l'obra L'estudiant i la pubilla, de Josep Maria de Sagarra. Estrenada al teatre Romea de Barcelona.
- 1924, 21 d'octubre. En el paper de la Mercè a l'obra Les noies enamorades, d'Avel·lí Artís i Balaguer. Estrenada al teatre Romea de Barcelona.
- 1924. desembre. En el paper de Mundeta  a l'obra La Penya Roca i la colònia de l'Ampolla, de Joaquim Montero, estrenada al teatre Romea de Barcelona
- 1925. 11 d'abril. En el paper de la Filla a l'obra A Montserrat!, de Joaquim Montero, estrenada al teatre Romea de Barcelona
- 1925, 5 de maig. En el paper d'Angelina, dona del Senyor Pupurull a l'obra El senyor Pupurull, de Josep Maria de Sagarra, adaptació de l'obra George Dandin, de Molière. Estrenada al Teatre Romea de Barcelona.
- 1925, 9 d'octubre. En el paper de La Dolors a l'obra Seny i amor, amo i senyor, d'Avel·lí Artís i Balaguer. Estrenada al teatre Romea de Barcelona.
- 1925, 25 d'octubre. En el paper de Blanca d'Albargent a l'obra L'anell meravellós, de Josep Maria Folch i Torres. Estrenat al teatre Romea de Barcelona.
- 1925, 21 de novembre. En el paper de Nuri Dolcet a l'obra Déu hi fa més que nosaltres, original de Carles Soldevila, estrenada al teatre Romea de Barcelona.
- 1926. 10 de març. En el paper de Mabel Dredge a l'obra Reineta meva!, d'H.A. Vachell, estrenada al teatre Romea de Barcelona
- 1926, 17 de desembre. En el paper de Clementina a l'obra La llar apagada, d'Ignasi Iglesias. Estrenada al teatre Novetats de Barcelona.
- 1927, 1 d'octubre. En el paper de l'Esbojarrada a l'obra Un estudiant de Vic, de Josep Maria de Sagarra. Estrenada al teatre Novetats de Barcelona.
- 1928, 28 d'abril. En el paper de Maria a l'obra La Llúcia i la Ramoneta, de Josep Maria de Sagarra. Estrenada al teatre Novetats de Barcelona.
- 1928, 30 d'octubre. En el paper d'Angelina a l'obra Les llàgrimes d'Angelina, de Josep Maria de Sagarra. Estrenada al teatre Novetats de Barcelona.
- 1929, 5 d'octubre. En el paper de la Filla del Carmesí a l'obra La filla del Carmesí, de Josep Maria de Sagarra. Estrenada al teatre Novetats de Barcelona.
- 1930, 19 d'abril. En el paper de Francisca a l'obra El cas del senyor Palau, de Josep Maria de Sagarra. Estrenada al teatre Novetats de Barcelona.
- 1930, 17 d'octubre. En el paper de Mariagneta a l'obra La corona d'espines, de Josep Maria de Sagarra. Estrenada al teatre Novetats de Barcelona.
- 1931, 6 de febrer. En el paper de Montserrat a l'obra D'aquesta aigua no en beuré, de Josep Maria Folch i Torres. Estrenada al teatre Novetats de Barcelona.
- 1931, 2 de març. En el paper de Maria Antònia a l'obra La perla negra, de Josep Maria de Sagarra. Estrenada al teatre Novetats de Barcelona.
- 1931, 8 d'octubre. En el paper de Princesa a l'obra Les arracades de la reina, de Josep Maria Folch i Torres. Estrenada al teatre Novetats de Barcelona.
- 1931, 10 d'octubre. En el paper de Gràcia, noia a l'obra Les tres Gràcies de Josep Maria de Sagarra. Estrenada al teatre Novetats de Barcelona.
- 1931, 16 de novembre. En el paper de Maria a l'obra La priora del Roser, de Josep Maria de Sagarra. Estrenada al teatre Novetats de Barcelona.
- 1935, 30 de gener. En el paper de Glòria, vint anys a l'obra Una noia per casar, de Josep Maria Folch i Torres. Estrenada al teatre Novetats de Barcelona.
- 1935, 11 de maig. Cataclisme, de Pere Quart (Joan Oliver). Estrenada al Teatre Fortuny de Reus. Companyia de Pepeta Fornés i Josep Clapera.

- 1935, 30 d'octubre. En el paper de Consol a l'obra Roser florit, de Josep Maria de Sagarra. Estrenada al teatre Novetats de Barcelona.
- 1935, 15 de novembre. En el paper de Ketty a l'obra Amàlia, Amèlia i Emília, de Lluís Elias. Estrenada al teatre Novetats de Barcelona.
- 1936, setembre. Maniobres de nit. Companyia de vodevil de J. Santpere. Primera actriu: Pepita Fornés. Teatre Espanyol de Barcelona.[11]
- 1936, agost. La borda. Companyia de vodevil de Josep Santpere. Primera actriu: Pepita Fornés. Teatre Espanyol de Barcelona.[8]
- 1937, febrer. Dues verges de preu. Companyia de vodevil de Josep Santpere. Primera actriu: Pepita Fornés. Teatre Espanyol de Barcelona.[12]
- 1937, març. La presidenta. Companyia de vodevil de Josep Santpere. Primera actriu: Pepita Fornés. Teatre Espanyol de Barcelona.[13]
- 1938, 4 de novembre. Maria la Roja, de Rosa Maria Arquimbau. Teatre Català de la Comèdia.[14]
- 1946, juliol. La dida, de Serafí Pitarra. Teatre Romea. Companyia de Teatre Català.[9][15]
- 1951, 25 de novembre. Joc de dames. Comèdia en tres actes original de Lluís Elías. Estrenada per la Companyia de Pepeta Fornés, al Teatre Colón de Sabadell.[16]

### Cinema[17]
- El rey de las montañas (1919)
- Sueño o realidad? (1919)
- El oprobio (1920)
- La obsesión de Periquito (1920)
- Piruetas juveniles (1943)
- Alma baturra (1947)
- La gran barrera (1947)
- Ha entrado un ladrón (1948)
- El final de una leyenda (1950)
- Correo del rey (1951)
- Luna de sangre (1952)
- Cristina (1959)